# Església de l'Assumpció del Forcall
L'Església de l'Assumpció de Maria, al municipi del Forcall de la comarca valenciana dels Ports, és un temple parroquial catòlic. Es tracta d'un edifici construït sobre l'antiga església gòtica (del segle xiii) que fou destruïda durant les guerres carlistes (segle XIX) i d'ella tan sols es va poder aprofitar el presbiteri. En l'exterior mostra finestrals, gàrgoles i un rosetó, tots ells gòtics i en l'interior un presbiteri amb original templet i falsa girola per darrere.

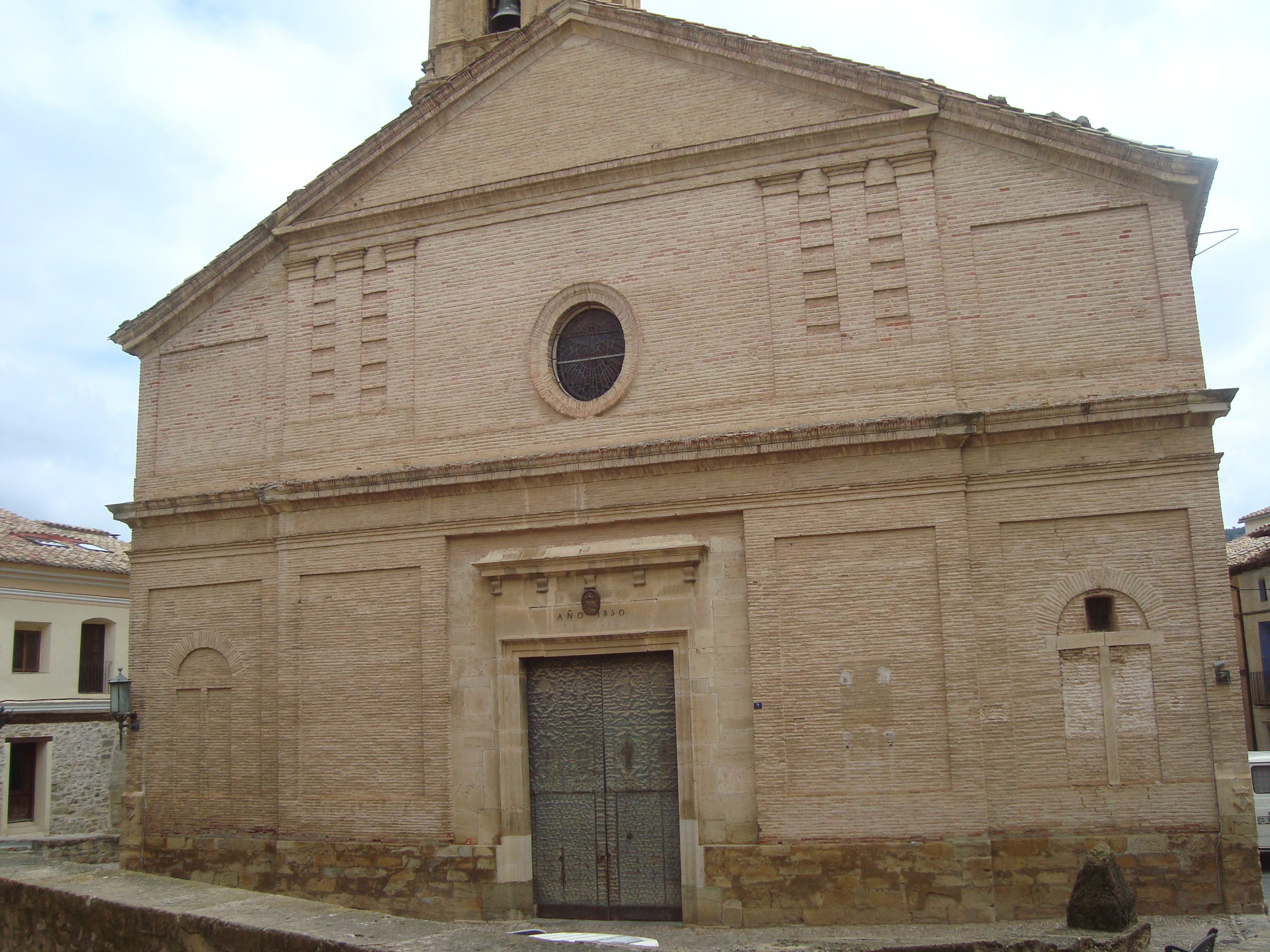
Façana de l'església de l'Assumpció.

L'actual parròquia del Forcall és d'estil neoclàssic amb façana senzilla i esvelt campanar d'ordre jònic, a l'interior (d'ordre jònic) destaquen les pintures al fresc de Joan Francesc Cruella, dedicades a la titular de la parròquia: l'Assumpció de Nostra Senyora.

## Història
El 9 d'agost de 1835 fou parcialment destruïda per un incendi provocat, ja que servia de refugi a les tropes d'Isabel II en els enfrontaments de la Guerra dels 7 anys. Es perd tot l'artesanat i gran part de les obres d'art de l'arxiu parroquial. Es lliuraran de la guerra; l'absis (sobretot el seu exterior) i el campanar. Entre els anys 1849 i 1855 es va portar a terme una reconstrucció i ampliació, quedant inscrit la data de 1850 sobre l'entrada principal.